# Bavayia ornata
Bavayia ornata — вид геконоподібних ящірок родини диплодактилідів (Diplodactylidae). Ендемік Нової Каледонії.

## Поширення і екологія
Bavayia ornata є ендеміками гори Паньє, розташованої на північному сході Нової Каледонії. Вони живуть у вологих гірських тропічних лісах, на висоті від 400 до 1000 м над рівнем моря. Ведуть нічний спосіб життя.

## Збереження
МСОП класифікує цей вид як такий, що перебуває на межі зникнення. Bavayia montana загрожує хижацтво з боку інтродукованих мурах Wasmannia auropunctata.